# Jan Klijnjan
 Johannes Teunis „Jan“ Klijnjan  (* 26. Februar 1945 in Papendrecht; † 15. Juni 2022 in Dordrecht) war ein niederländischer Fußballspieler.

## Karriere

### Verein
Klijnjan begann seine Karriere im Seniorenbereich bei dem Amateurverein Dordrechtsche Football-Club in der Tweede Divisie. 1966 stieg er mit dem DFC in die Eerste Divisie auf.
1968 wechselte er zu Sparta Rotterdam. In den folgenden fünf Spielzeiten erzielte Klijnjan in 145 Ligaspielen viermal eine zweistellige Anzahl von Toren. 1973 verpflichtete ihn der französische Erstligist FC Sochaux. Bei diesem Verein bildete er insbesondere in der erfolgreichen Saison 1975/76, als seine Mannschaft den dritten Rang im Abschlussklassement belegte, gemeinsam mit Robert Pintenat und Gérard Soler das Herzstück der Offensivreihe. Um den Jahreswechsel 1976/77 kehrte Klijnjan in die Niederlande zurück. Dort spielte er für den Zweitligisten FC Dordrecht, bei dem er 1979 seine Karriere beendete.

### Nationalmannschaft
Sein Debüt im „Oranje“-Team gab er am 13. September 1967 in Amsterdam im EM-Qualifikationsspiel gegen die DDR.
Zwischen 1967 und 1972 bestritt Klijnjan elf Länderspiele für die Niederlande, in denen er zwei Tore erzielte.